# Cerro Torre – Nicht den Hauch einer Chance
Cerro Torre – Nicht den Hauch einer Chance (internationaler Verleihtitel  Cerro Torre – A Snowball's Chance in Hell) ist ein Film des Regisseurs Thomas Dirnhofer aus dem Jahr 2013 über eine Kletterexpedition am Cerro Torre in Patagonien. Die Filmfinanzierung übernahm Red Bull Media House.

## Handlung
Der Film zeigt David Lamas Versuche zur Besteigung des Cerro Torre. Gemeinsam mit Peter Ortner gelingt ihm dies nach mehrjähriger Vorbereitung über die „Kompressorroute“ an der Südostflanke des Berges ohne künstliche Hilfsmittel.

## Hintergrund
Für das Projekt wurden David Lama und Peter Ortner beim Piolet d’Or 2013 mit einer Besonderen Auszeichnung geehrt.

## Kritik
Laut Martina Knobens Kritik in der Süddeutschen Zeitung demonstriere der Film vor allem den „starken Einfluss von Red Bull“ und zeige die Veränderungen im Dokumentarfilm. Immer wieder sehe „das Dargestellte zu schön aus“, als dass es sich wahr anfühle. Obwohl der Film keine Szenen nachstelle, sei er „nichts für Puristen“.

## Auszeichnungen (Auswahl)
Beim Banff Mountain Film Festival 2014 wurde Cerro Torre – Nicht den Hauch einer Chance als Bester Film in der Kategorie „Klettern“ ausgezeichnet.
Im August 2014 wurde der Film mit dem Publikumspreis beim Filmfest St. Anton ausgezeichnet.

## Reaktion der Kletter-Community
Die Begehungsversuche der Kompressorroute am Cerro Torre wurden anfangs, wegen der Begleitumstände des Red-Bull-Sponsorings, heftig kritisiert. Seit der Veröffentlichung des Films ist die Begehung aber als ein Freikletter-Meilenstein und Meisterstück von David Lama anerkannt.